# Heikegani
Heikegani (Heikea japonica) ist eine Krabbenart aus Japan, deren Rückenpanzer so gefurcht ist, dass er an ein menschliches Gesicht erinnert. Sie kommen hauptsächlich im südwestlichsten Teil der Hauptinsel Honshū in der Shimonoseki-Straße vor. 

## Merkmale
Die Krabben haben einen konvexen Carapax der etwas breiter als lang ist. Die Branchial- und Branchiocardialfurchen sind sehr deutlich ausgeprägt, die Cervicalfurche ist etwas weniger tief.
Die Exorbitalzähne sind gut entwickelt. Bei erwachsenen Männchen ist die rechte Schere deutlich vergrößert, während beide Scheren bei Weibchen und jungen Männchen gleich groß sind. Das zweite und dritte Beinpaar ist sehr lang und schlank.

## Herkunft des Namens
Laut dem Werk Heike Monogatari sollen viele Krieger des in der Seeschlacht von Dan-no-ura am 25. April 1185 besiegten Klans der Heike gemeinsam mit ihrem Anführer kollektiven Selbstmord begangen haben, indem sie sich im Meer ertränkten, bevor sie vom Feind gefangen oder getötet werden konnten. Mit der Zeit entstand der Volksglaube, dass die Krabben Reinkarnationen der toten Heike-Krieger seien und die Rückenpanzer den Gesichtsausdruck eines zornigen Samurai zeigten.

## Diskussion der unabsichtlichen Auslese
Julian Huxley vertrat 1953 die These, dass diese Krabbenart ein Beispiel für unabsichtliche menschliche Auslese sei: Je mehr der Rückenpanzer einem menschlichen Gesicht ähnelte, desto wahrscheinlicher würden die Fischer eine solche Krabbe wieder lebendig ins Meer zurückwerfen. Durch diese Selektion würden sich die Merkmale des Rückenpanzers im Laufe der Zeit noch deutlicher herausbilden. Die These wurde auch von Carl Sagan in seinem Buch Cosmos popularisiert.
Diese Theorie wird jedoch angezweifelt: Aufgrund der geringen Größe der Krabben (ca. 2–3 cm) sind diese nicht zum Verzehr vorgesehen und werden von den Fischern auch nicht bewusst selektiert. Die charakteristischen Ausbuchtungen des Rückenpanzers sind lediglich verstärkte Ansatzstellen für Muskeln und stellen kein sich eigenständig veränderndes Merkmal dar.